# ライアン・スコフィールド
ライアン・スコフィールド（Ryan Schofield, 1999年12月11日 - ）は、イングランド・ハダースフィールド出身のサッカー選手。ポーツマスFC所属。ポジションはゴールキーパー。

## 経歴
2019年1月、ノッツ・カウンティFCに期限付き移籍した。
2019年10月23日のミドルズブラFC戦でハダースフィールド・タウンFCの一員として初出場を果たした。2020年1月にはリヴィングストンFCに期限付き移籍したが、初戦となる試合で怪我を負い以降の試合をすべて欠場することを余儀なくされた。